# Paul Lodewijkx
Paul Lodewijkx (Nederhorst den Berg , Países Bajos, 9 de enero de 1947 - Países Bajos, 10 de agosto de 1988) fue un piloto de motociclismo neerlandés. Tuvo su mejor año en 1968 cuando ganó el Gran Premio de los Países Bajos en una motocicleta de su ciudad natal Jamathi, construida por sus amigos, y terminó la temporada en segundo lugar detrás de Hans-Georg Anscheidt (montando para el equipo Suzuki). Fue el primer neerlandés en ganar su Gran Premio de casa.
En 1969 tuvo un accidente de tráfico en su moto. Después de una larga recuperación, se quedó con convulsiones epilépticas ocasionales y su regreso en 1972 no tuvo éxito. Su nueva afición se convirtió en la preservación de la naturaleza y la fotografía. Un ataque epiléptico causó su muerte por ahogamiento en 1988.

## Resultados en el Campeonato del Mundo
Sistema de puntuación desde 1950 hasta 1968:
| Posición | 1.º | 2.º | 3.º | 4.º | 5.º | 6.º |
| Puntos   | 8   | 6   | 4   | 3   | 2   | 1   |

Sistema de puntuación desde 1969 hasta 1987:
| Posición | 1.º | 2.º | 3.º | 4.º | 5.º | 6.º | 7.º | 8.º | 9.º | 10.º |
| Puntos   | 15  | 12  | 10  | 8   | 6   | 5   | 4   | 3   | 2   | 1    |

### Carreras por año
(Carreras en negrita indica pole position; Carreras en cursiva indica vuelta rápida)
| Año  | Cat. | Moto    | 1       | 2       | 3     | 4     | 5     | 6       | 7     | 8     | 9       | 10      | 11    | 12    | Pts. | Pos. |
| ---- | ---- | ------- | ------- | ------- | ----- | ----- | ----- | ------- | ----- | ----- | ------- | ------- | ----- | ----- | ---- | ---- |
| 1967 | 50cc | Jamathi | ESP -   | RFA -   | FRA - |       | NED 6 | BEL 6   |       |       |         |         | JAP - |       | 2    | 18.º |
| 1968 | 50cc | Jamathi | RFA -   | ESP 4   |       | TT -  | NED 1 | BEL 2   |       |       |         |         |       |       | 17   | 2.º  |
| 1969 | 50cc | Jamathi | ESP Ret | GER Ret | FRA 3 | IOM - | NED 4 | BEL Ret | GER - | CZE 1 | FIN Ret | ULS Ret | NAT 1 | YUG 1 | 63   | 5.º  |